# Felix Kreissler
Felix Kreissler, né le 1er août 1917 à Vienne, Autriche et mort le 24 octobre 2004 à Montreuil-sous-Bois, France, est un historien franco-autrichien.

## Biographie
En raison de son engagement adolescent contre la dictature en Autriche, il dut émigrer en France à l'âge de 17 ans, d'abord seul, puis une partie de sa famille le rejoint peu après l'Anschluss en 1938.
Kreissler rejoignit la résistance française durant l'Occupation et fut plusieurs fois arrêté, quoiqu'il parvint toujours à s'échapper. Au mois de février 1942, il figure parmi les 21 résistants communistes allemands et autrichiens jugé par la Section spéciale du Tribunal militaire de Toulouse. Il finit toutefois dans les geôles de la Gestapo à Lyon et, parvenant à cacher sa véritable identité, est déporté sous le nom de Le Brun au camp de concentration de Buchenwald. Il survécut au camp et épousa en 1945 Denise, arrêtée en même temps que lui et déportée au camp de Ravensbrück.
Après un court retour à Vienne en 1947, Kreissler commença à étudier en France, jusqu'à l'obtention de trois titres de docteur. À la fin de ses études, il participa à la création de l'institut de germanistique de Rouen, puis au CERA (Centre d'Études et de Recherches Autrichiennes), ainsi qu'au journal scientifique Austriaca. De par ses activités, Kreissler obtint une grande visibilité dans les cercles scientifiques, tant autrichiens que français. Il commenta abondamment l'actualité - notamment politique - française et autrichienne.
En 2000, l'arrivée au pouvoir d'un gouvernement de coalition ÖVP/FPÖ (conservateurs-populistes) l'alerta quant à la réputation de l'Autriche à l'international. Aussi s'engagea-t-il, à l'âge de 83 ans, contre ce gouvernement, à tel point qu'il refusa les subventions du gouvernement autrichien pour son centre d'études sur l'Autriche à l'université de Rouen.
Il a été le principal auteur du volume Autriche, premier tome du Dictionnaire biographique du mouvement ouvrier international publié sous la direction de Jean Maitron et de Georges Haupt.

## Sources
- (de) Cet article est partiellement ou en totalité issu de l’article de Wikipédia en allemand intitulé « Felix Kreissler » (voir la liste des auteurs).